# Erik De Vlaeminck

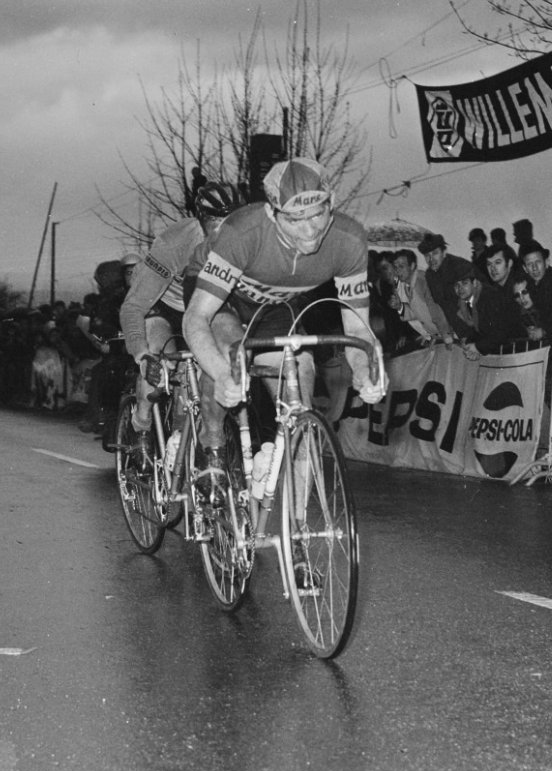
Eric De Vlaeminck 1970 beim Amstel Gold Race

Erik De Vlaeminck (oft auch „Eric“ geschrieben, * 23. März 1945 in Eeklo; † 4. Dezember 2015 in Wilskerke) war ein belgischer Profiradrennfahrer, der vor allem im Querfeldeinrennen erfolgreich war und in dieser Disziplin siebenmaliger Weltmeister wurde.

## Werdegang
Anders als sein jüngerer Bruder Roger, der seine großen internationalen Erfolge überwiegend auf der Straße erzielte, aber auch auf der Bahn und im Cross erfolgreich und damit sehr vielseitig war, spezialisierte Erik sich weitgehend auf den Querfeldein-Sport (heutige Bezeichnung Cyclocross). Dort trat er von Beginn seiner erfolgreichen Karriere als Profi an.
Hier gelang ihm allerdings eine bis heute unerreichte Siegesserie: Zwischen 1966 und 1973 gewann er bei den Weltmeisterschaften siebenmal, unterbrochen lediglich 1967 durch den Erfolg von Renato Longo (seinerseits fünfmal Cyclocross-Weltmeister). Insgesamt gewann er mehr als 200 Querfeldeinrennen.
Nach seiner aktiven Zeit als Radprofi war er von 1989 bis 2002 „Bondscoach“ der belgischen Querfeldeinfahrer. Unter seiner Führung gelang zahlreichen Rennfahrern wie Sven Nys oder Bart Wellens der internationale Durchbruch. Insgesamt gewannen sie in den 13 Jahren 29 Weltmeisterschaftsmedaillen. Nach dem Dreifacherfolg seiner Schützlinge bei der Weltmeisterschaft im belgischen Zolder 2002 trat er auf dem Höhepunkt seiner Trainerlaufbahn zurück.
In seinem späteren Leben erkrankte Erik De Vlaeminck an der Parkinson- und der Alzheimer-Krankheit. Er starb am  4. Dezember 2015 im Alter von 70.

## Erfolge (Auswahl)
- Querfeldein-Weltmeister: 1966, 1968, 1969, 1970, 1971, 1972, 1973
- Belgischer Meister Querfeldein: 1967, 1969, 1971, 1972
- Eintages-Straßenrennen:
  - Großer Preis der Dortmunder Union-Brauerei 1968
  - Grand Prix Kanton Aargau 1970
- Etappenrennen:
  - Belgien-Rundfahrt 1969
  - Paris-Luxembourg 1970